# 타이산구 (신베이시)

타이산 구의 위치

타이산구(한국어: 태산구, 중국어: 泰山區, 병음: Tàishān Qū)는 중화민국 신베이시의 구이다. 넓이는 19.1603km2이고, 인구는 2015년 8월 기준으로 78,625명이다.

## 지리
타이산 구는 신베이시 북서부에 위치하고, 동쪽과 남쪽은 신좡 구와 북쪽은 우구 구, 린커우 구와 서쪽은 타오위안시 구이산 향과 각각 접한다.

## 역사
1920년 다이호쿠 주를 설치해 다이호쿠 주 신쇼 군 신쇼 가에 편입되어 종전을 맞이했다. 전후 신좡 진(후의 신좡 시)으로부터 독립해 타이산 향이 되었다.

## 교육
- 밍츠 과기대학

## 교통
- 타오위안 국제공항 첩운
- 국도 1호선

## 같이 보기
- 신베이시